# Michela Voltan
Michela Voltan (Sandrigo, 28 febbraio 1972) è un'ex cestista italiana.
Alta 180 cm, giocava come guardia-ala. Ha giocato in Serie A1 con Vicenza e Napoli.

## Carriera
Ha esordito nella massima serie con l'Associazione Sportiva Vicenza, nel 1989-90: in quella stagione ha totalizzato 3 punti in 7 partite di campionato.
Nel 2003-04 gioca con la Phard Napoli, ma trova poco spazio nel quintetto titolare.
Nel 2005-06 va alla Virtus Cagliari, con cui gioca un biennio. Nel 2006-07 vince la Coppa Italia di Serie A2 con la Juventus Basket Pontedera.
Ha allenato le giovanili del basket Vicenza. Nella stagione 2011-2012 ha allenato le giovanili del basket under 13 di Camisano Vicentino.

## Palmarès
- Coppa Italia di Serie A2: 1
Juventus Pontedera: 2007-08